# Песчаный Брод (Ростовская область)
Песча́ный Брод — хутор в Кагальницком районе Ростовской области.
Входит в состав Иваново-Шамшевского сельского поселения.

## Население
| 2010 |
| ---- |
| 71   |

## Улицы
На хуторе имеется одна улица: Заречная.